# Climene (figlia di Catreo)
Climene (in greco antico: Κλυμένη?, Klymènē) è un personaggio della mitologia greca, figlia di Catreo e sorella di Erope.

## Mitologia
Climene abitava a Creta, fino a quando venne esiliata dal padre il quale, a causa di una profezia, si era messo in guardia dal fidarsi di uno dei suoi figli.
Fu affidata ad un viaggiatore di nome Nauplio, dal quale ebbe Palamede (futuro re dell'isola di Eubea), Eace e Nausimedonte.
Apollodoro riporta anche versioni alternative, secondo le quali la madre dei tre eroi sarebbe stata Filira o Esione.